# ガマグチヨタカ属
ガマグチヨタカ属（がまぐちよたかぞく、学名 Batrachostomus）は、鳥類ヨタカ目ガマグチヨタカ科の1属である。
同科のオーストラリアガマグチヨタカ属がオーストラリアやニューギニア島に生息するのに対し、東南アジアや南アジアに生息する。

## 名称
学名の batracho- (βατραχο-) はギリシャ語でカエル、stoma (στομα) は口という意味で、和名のガマグチ（蝦蟇口）ヨタカ、英語の Frogmouth の元となっている。
ただし、ガマグチヨタカ/Frogmouthと総称されるのはガマグチヨタカ科全体であり、また、ガマグチヨタカ/Frogmouthという種はガマグチヨタカ属にも別属にもいない。

## 分類
かつては、ガマグチヨタカ属をガマグチヨタカ科 Batrachostomidae に分離する説があった（和名は分離した科がガマグチヨタカ科となる）。しかし Cleere et al. 2007 が解明した系統により、現在はその分類は支持されない（詳細はガマグチヨタカ科#分類参照）。

## 種
国際鳥類学会議 (IOC) によれば10種が属す。
- Batrachostomus auritus, Large Frogmouth, オオガマグチヨタカ
- Batrachostomus harterti, Dulit Frogmouth, サラワクガマグチヨタカ
- Batrachostomus septimus, Philippine Frogmouth, フィリピンガマグチヨタカ
- Batrachostomus stellatus, Gould's Frogmouth, ウロコガマグチヨタカ
- Batrachostomus moniliger, Sri Lanka Frogmouth, セイロンガマグチヨタカ
- Batrachostomus hodgsoni, Hodgson’s Frogmouth, メスボシガマグチヨタカ
- Batrachostomus poliolophus, Short‐tailed Frogmouth, スマトラガマグチヨタカ
- Batrachostomus mixtus, Bornean Frogmouth, ボルネオガマグチヨタカ （B. poliolophus から分離）
- Batrachostomus javensis, Javan Frogmouth, ジャワガマグチヨタカ
- Batrachostomus cornutus, Sunda Frogmouth, スンダガマグチヨタカ
- Batrachostomus affinis, Blyth’s Frogmouth, コガマグチヨタカ （IOCに記載なし）